# Lijst van Zwitserse films
Deze lijst bevat films gemaakt en geproduceerd in Zwitserland.

## 1900-1949
- Frühlingsmanöver (1917) (regie: Charles Decroix)
- Der Bergführer (1918) (regie: Eduard Bienz)
- Der Rächer von Davos (1924) (regie: Heinrich Brandt)
- Die Entstehung der Eidgenossenschaft (1924) (regie: Emil Harder)
- Frauennot - Frauenglück  (1930) (regie: Eduard Tissé)
- Jä-soo!  (1935) (regie: Leopold Lindtberg)
- Füsilier Wipf  (1938) (regie: Leopold Lindtberg)
- Wachtmeister Studer  (1939) (regie: Leopold Lindtberg)
- 's Margritli und d' Soldate  (1940) (regie: August Kern)
- Gilberte de Courgenay  (1941) (regie: Franz Schnyder)
- Landammann Stauffacher  (1941) (regie: Leopold Lindtberg)
- Romeo und Julia auf dem Dorfe  (1941) (regie: Hans Trommer, Valérien Schmidely)
- Steibruch  (1942) (regie: Sigfrit Steiner)
- Menschen, die vorüberziehen...  (1942) (regie: Max Haufler)
- Wilder Urlaub  (1943) (regie: Franz Schnyder)
- Marie-Louise  (1944) (regie: Leopold Lindtberg)
- Die letzte Chance  (1945) (regie: Leopold Lindtberg)
- Matto regiert  (1947) (regie: Leopold Lindtberg)
- Die Gezeichneten  (1948) (regie: Fred Zinnemann)
- Swiss Tour  (1949) (regie: Leopold Lindtberg)

## 1950-1999
- Die Vier im Jeep  (1951) (regie: Leopold Lindtberg, Elizabeth Montagu)
- Heidi  (1952) (regie: Luigi Comencini)
- Unser Dorf / The Village  (1953) (regie: Leopold Lindtberg)
- Uli der Knecht  (1954) (regie: Franz Schnyder)
- Uli der Pächter  (1955) (regie: Franz Schnyder)
- Heidi und Peter  (1955) (regie: Franz Schnyder)
- Polizischt Wäckerli  (1955) (regie: Kurt Früh)
- Oberstadtgass  (1956) (regie: Kurt Früh)
- Bäckerei Zürrer  (1957) (regie: Kurt Früh)
- Taxichauffeur Bänz  (1957) (regie: Werner Düggelin, Hermann Haller)
- Hinter den sieben Gleisen  (1957) (regie: Kurt Früh)
- Es geschah am hellichten Tag  (1958) (regie: Ladislao Vajda)
- Die Käserei in der Vehfreude  (1958) (regie: Franz Schnyder)
- HD-Soldat Läppli  (1959) (regie: Alfred Rasser)
- Wilhelm Tell  (1960) (regie: Michel Dickoff)
- Es Dach überem Chopf  (1961) (regie: Kurt Früh)
- Geld und Geist  (1964) (regie: Franz Schnyder)
- Charles mort ou vif  (1969) (regie: Alain Tanner)
- Dällebach Kari  (1970) (regie: Kurt Früh)
- Erste Liebe  (1970) (regie: Maximilian Schell)
- La salamandre / Der Salamander  (1971) (regie: Alain Tanner)
- L'Invitation  (1973) (regie: Claude Goretta)
- Schweizer im Spanischen Bürgerkrieg  (1974) (regie: Richard Dindo)
- Jonas qui aura 25 ans en l'an 2000  (1976) (regie: Alain Tanner)
- Die plötzliche Einsamkeit des Konrad Steiner  (1976) (regie: Kurt Gloor)
- La Dentellière  (1977) (regie: Claude Goretta)
- Die Schweizermacher  (1978) (regie: Rolf Lyssy)
- Kleine Fluchten  (1979) (regie: Yves Yersin)
- Messidor  (1979) (regie: Alain Tanner)
- Brot und Steine  (1979) (regie: Mark Rissi)
- Der Erfinder  (1980) (regie: Kurt Gloor)
- Das gefrorene Herz  (1979) (regie: Xavier Koller)
- Das Boot ist voll  (1981) (regie: Markus Imhoof)
- Kassettenliebe  (1981) (regie: Rolf Lyssy)
- E nachtlang Füürland / Eine nachtlang Feuerland  (1982) (regie: Clemens Klopfenstein, Remo Legnazzi)
- Dans la ville blanche  (1983) (regie: Alain Tanner)
- Die schwarze Spinne  (1983) (regie: Mark Rissi)
- Il Bacio di Tosca  (1984) (regie: Daniel Schmid)
- Glut  (1984) (regie: Thomas Koerfer)
- Mann ohne Gedächtnis  (1984) (regie: Kurt Gloor)
- Akropolis Now  (1984) (regie: Hans Liechti)
- Der schwarze Tanner  (1985) (regie: Xavier Koller)
- Höhenfeuer  (1985) (regie: Fredi M. Murer)
- Dani, Michi, Renato & Max  (1987) (regie: Richard Dindo)
- Jenatsch  (1987) (regie: Daniel Schmid)
- Wendel  (1987) (regie: Christoph Schaub)
- À corps perdu  (1988) (regie: Léa Pool)
- Candy Mountain  (1988) (regie: Robert Frank, Rudy Wurlitzer)
- Filou  (1988) (regie: Samir)
- Macao oder die Rückseite des Meeres / Macao  (1988) (regie: Clemens Klopfenstein)
- Pestalozzis Berg  (1988) (regie: Peter von Gunten)
- Schlaflose Nächte  (1988) (regie: Marcel Gisler)
- Gekauftes Glück  (1988) (regie: Urs Odermatt): erfolgreichster Schweizer Film des Jahres (nach Kinoeinnahmen).
- Dreissig Jahre  (1989) (regie: Christoph Schaub)
- Quicker Than the Eye / Supertrick  (1989) (regie: Nicolas Gessner)
- Leo Sonnyboy  (1989) (regie: Rolf Lyssy)
- RobbyKallePaul  (1989) (regie: Dani Levy)
- Der Berg  (1990) (regie: Markus Imhoof)
- Der Tod zu Basel  (1990) (regie: Urs Odermatt)
- Piano panier  (1990) (regie: Patricia Plattner)
- Reise der Hoffnung  (1990) (regie: Xavier Koller)
- Anna Göldin, letzte Hexe  (1991) (regie: Gertrud Pinkus)
- La Demoiselle sauvage  (1991) (regie: Léa Pool)
- Immer & ewig  (1991) (regie: Samir)
- Tage des Zweifels  (1991) (regie: Bernhard Giger)
- Die blaue Stunde  (1992) (regie: Marcel Gisler)
- Ernesto Che Guevara, das bolivianische Tagebuch  (1994) (regie: Richard Dindo)
- Wachtmeister Zumbühl  (1994) (regie: Urs Odermatt): führte zur Entdeckung des Photographen Arnold Odermatt.
- Kinder der Landstrasse  (1994) (regie: Urs Egger)
- Das Wissen vom Heilen (1997) (regie: Franz Rechle, documentaire)
- Ghetto  (1997) (regie: Thomas Imbach)
- Grüningers Fall  (1997) (regie: Richard Dindo)
- Beresina oder Die letzten Tage der Schweiz  (1999) (regie: Daniel Schmid)
- Exklusiv  (1999) (regie: Florian Froschmayer)

## Vanaf 2000
- Komiker  (2000) (regie: Markus Imboden)
- Scheherazade  (2001) (regie: Riccardo Signorell)
- Venus Boyz  (2001) (regie: Gabriel Baur)
- Ernstfall in Havanna  (2002) (regie: Sabine Boss)
- Mani Matter - Warum syt dir so truurig?  (2002) (regie: Friedrich Kappeler)
- Achtung, fertig, Charlie!  (2003) (regie: Mike Eschmann)
- Little Girl Blue  (2003) (regie: Anna Luif)
- Strähl  (2004) (regie: Manuel Flurin Hendry)
- Angry Monk  (2005) (regie: Luc Schadler)
- Snow White  (2005) (regie: Samir)
- Mein Name ist Eugen  (2005) (regie: Michael Steiner)
- Undercover  (2005) (regie: Sabine Boss)
- Jeune Homme  (2006) (regie: Christoph Schaub)
- Grounding - Die letzten Tage der Swissair  (2006) (regie: Michael Steiner)
- Handyman  (2006) (regie: Jürg Ebe)
- Vitus  (2006) (regie: Fredi M. Murer)
- Nachbeben  (2006) (regie: Stina Werenfels)
- Das Fräulein  (2006) (regie: Andrea Staka)
- Die Herbstzeitlosen  (2006) (regie: Bettina Oberli)
- Heimatklänge  (2007) (regie: Stefan Schwietert) (Zwitserse filmprijs 2008: beste doucu)
- Breakout  (2007) (regie: Mike Eschmann)
- Chicken Mexicaine  (2007) (regie: Armin Biehler)
- Frontier(s)  (2007) (regie: Xavier Gens)
- Der Freund  (2008) (regie: Micha Lewinsky), (Zwitserse filmprijs 2008: beste film)
- Pepperminta  (2009) (regie: Pipilotti Rist), (Premiere op het filmfestival van Venetië)
- Verso  (2009) (regie: Xavier Ruiz)
- Cargo  (2009) (regie: Ivan Engler)
- Sennentuntschi  (2010) (regie: Michael Steiner)
- My Reincarnation (2010) (regie: Jennifer Fox)
- Abrir puertas y ventanas  (2011) (regie: Milagros Mumenthaler), (won gouden luipaard)